# Sedum alexanderi
Sedum alexanderi är en fetbladsväxtart som beskrevs av Urs Eggli. Sedum alexanderi ingår i Fetknoppssläktet som ingår i familjen fetbladsväxter. Inga underarter finns listade i Catalogue of Life.